# Księstwo Moskiewskie
Księstwo Moskiewskie (ros. Княжество Московское) – ruskie księstwo udzielne (dzielnicowe) istniejące od roku 1213 do około 1263 roku ze stolicą w Moskwie, położone nad rzeką Moskwą, prawym dopływem Wołgi, wydzielane i pozostające w stosunku lennym do Wielkiego Księstwa Włodzimierskiego. Przez cały czas istnienia księstwa władzę w nim sprawowali książęta z dynastii Rurykowiczów wywodzący się linii bezpośredniej od Ruryka.
W 1263 roku z woli Aleksandra Newskiego Księstwo Moskiewskie zostało ponownie wydzielone, lecz od tej pory funkcjonowało już jako monarchia dziedziczna. W XIV wieku podniesione do rangi wielkiego księstwa.

## Historia
Pierwszym księciem moskiewskim został w 1213 roku Włodzimierz Wsiewołodowic, syn Wsiewołoda Wielkie Gniazdo, który odebrał gród moskiewski swemu bratu, wielkiemu księciu włodzimierskiemu Jerzemu II. W 1238 roku na tronie moskiewskim zasiadł syn wielkiego księcia Jerzego II – Włodzimierz Juriewicz.
Stolicą księstwa od początku jego istnienia było miasto Moskwa po raz pierwszy wzmiankowane w 1147 roku, kiedy to Jerzy I Dołgoruki założył na Wzgórzu Borowieckim kreml moskiewski. W 1156 roku miasto zostało otoczone dębową palisadą. Moskwa odznaczała się dogodnym położeniem geograficznym, z dala od Złotej Ordy, z której strony można się było spodziewać najazdów i umiejscowieniem na wewnątrzruskich szlakach handlowych, które dostarczały książętom moskiewskim poważnych środków finansowych. Dzięki długim okresom pokoju szybko wzrastała liczba ludności księstwa.
Przypuszczalnie po śmierci Włodzimierza Juriewicza Księstwo Moskiewskie zostało z powrotem wcielone bezpośrednio do Wielkiego Księstwa Włodzimierskiego. Jednak już kilka lat później na tronie moskiewskim zasiadł kuzyn Włodzimierza Michał Chrobry, który według różnych źródeł sprawował rządy w Moskwie od 1246 lub 1247 roku do roku 1248 lub 1249. Michał był synem wielkiego księcia włodzimierskiego i kijowskiego Jarosława II Wsiewołodowica oraz młodszym bratem Aleksandra Newskiego. W 1248 roku po obaleniu swojego stryja, Światosława Wsiewołodowica, Michał został wielkim księciem włodzimierskim. Krótko potem zginął w bitwie nad Protwą walcząc z Litwinami. Po śmierci Michała na tronie moskiewskim zasiadł jego młodociany syn Borys. Objęcie przez Borysa tronu w Moskwie było możliwe dzięki poparciu jakie mu udzielił jego wuj, wielki książę włodzimierski Aleksander Newski. Borys zmarł jednak wcześnie, nie osiągając dorosłego wieku. Data śmierci Borysa pozostaje nieznana.
W 1263 roku, przypuszczalnie niedługo po śmierci Borysa, Księstwo Moskiewskie zostało ponownie wydzielone z woli Aleksandra Newskiego dla jego najmłodszego syna Daniela (urodzonego w 1261 roku), który z racji na swój młody wiek sprawował rzeczywiste rządy w Moskwie dopiero od roku 1277. Daniel stał się założycielem moskiewskiej linii Rurykowiczów. Wraz z jego panowaniem Księstwo Moskiewskiego przestało być księstwem dzielnicowym i stało się de facto udzielnym księstwem dziedzicznym. 

## Władcy księstwa moskiewskiego
| Daty panowania                               | Władca                    | Portret władcy | Rodzice                                         | Urodzony             | Zmarł                 |
| -------------------------------------------- | ------------------------- | -------------- | ----------------------------------------------- | -------------------- | --------------------- |
| Pierwszy książę moskiewski: 1213–1227 ?      | Włodzimierz Wsiewołodowic |                | Wsiewołod III Wielkie Gniazdo, Maria Szwarnówna | 26 października 1192 | 6 stycznia 1227       |
| 1236–1238                                    | Włodzimierz Juriewicz     |                | Jerzy II Wsiewołodowicz, Agafia Wsiewołodówna   | 1218                 | 7 lutego 1238         |
| 1246/1247–1248/1249                          | Michał Chrobry            |                | Jarosław II, Rościsława Teodozja Mścisławna     | 1229                 | 15 stycznia 1248/1249 |
| Ostatni książę moskiewski: 1248 – ok. 1263 ? | Borys Michajłowicz        |                | Michał Chrobry, nieznana                        | data nieznana        | ok. 1263 ?            |